# Ouled Si Slimane
Ayth Si Sliman (Ouled Si Slimane) est une commune de la wilaya de Batna en Algérie.

## Géographie

### Situation
Le territoire de la commune d'Ouled Si Slimane est situé au centre de la wilaya de Batna.
| Ras El Aioun | Talkhamt         | Lemsane    |
| N'Gaous      | Ouled Si Slimane | Taxlent    |
| Boumagueur   | Sefiane          | Ouled Aouf |

### Localités de la commune
La commune d'Ouled Si Slimane est composée de 12 localités :
- Boudrid
- E-Chaabet
- El-Kerbet
- Guel Rezig
- El-Hamam
- Lehsana
- Qochbi
- Ldjer n Izagraren
- Tabeqqaret
- Tirefen
- Ighallen
- Taghdhirt